# Gramin
Gramin (také nazývaný donaxin) je indolový alkaloid nacházející se v několika druzích rostlin. Gramin v nich má pravděpodobně obrannou funkci, protože je pro mnoho organismů toxický.

## Výskyt
Gramin se vyskytuje v trsti rákosovité (Arundo donax), javoru stříbrném (Acer saccharinum), ječmenu (Hordeum), a
chrasticích (Phalaris).

## Účinky a toxicita
Gramin funguje jako agonista adiponektinového receptoru 1 (AdipoR1).
LD50 graminu je 44,6 mg/kg iv u myší a 62,9 mg/kg iv u krys.
Bylo provedeno několik studií zabývajících se toxicitou u hmyzu škodícího plodinám a souvisejícího využití graminu jako insekticidu.